# L'Histoire du Québec pour les nuls
L'Histoire du Québec pour les nuls est une œuvre d'Éric Bédard publiée en 2015, aux éditions First.

## Contenu
Dans cet ouvrage, l'auteur a pour ambition de présenter un survol clair et accessible à tous de l'histoire du Québec, depuis l'époque des Découvreurs au début du XVIe s. jusqu'à l'époque contemporaine, plus exactement jusqu'à 2015.

## Plan
En plus de l'introduction, l'ouvrage se divise en sept parties :
- Première partie : La Nouvelle-France (1524-1754) (chap. 1 à 4)
- Deuxième partie : Conquis mais toujours vivants (1754-1867) (chap. 5 à 10)
- Troisième partie : La survivance (1867-1939) (chap. 11 à 13)
- Quatrième partie : La reconquête tranquille (1939-1967) (chap. 14 à 17)
- Cinquième partie : Province ou pays? (De 1967 à aujourd'hui) (chap. 18 à 22)
- Sixième partie : La partie des Dix (sur « dix symboles québécois ») (chap. 23)
- Septième partie : Annexes

## Extraits
- « En 1650, le sort de la Nouvelle-France est critique. “Ce lieu serait un paradis terrestre pour les Sauvages et pour les Français, peut-on lire dans les Relations de 1651, n'était la terreur des Iroquois qui y paraissent quasi continuellement et qui rendent ce lieu presque inhabitable.” Comme l'écrit Marie de l'Incarnation à son fils, seules deux options semblent s'offrir aux colons : “ou mourir ou retourner en France”... Aucune armée n'est là pour les protéger : l'agriculture est impraticable. » (Chapitre 2 : « Fonder une colonie (1611-1660), p. 45)
- « Ces tensions politiques, ces difficultés économiques, cette absence d'horizon pour une partie de la jeunesse expliquent le renouveau religieux des années 1840. Durant ces années d'incertitude, plusieurs cherchent un sens à donner à leur vie et à celle de leur patrie. On veut croire en quelque chose de solide, obtenir des réponses claires qui permettront d'affronter une vie difficile. » (Chapitre 9, « Le gouvernement responsable et le réveil religieux (1840-1860), p. 161)
- « En décembre 1866 s'ouvre une dernière conférence à Londres. Les négociations sont vigoureuses. George-Étienne Cartier et Hector-Louis Langevin tentent de résister aux pressions de John A. Macdonald, qui souhaite instaurer un gouvernement central fort. Le 1er juillet 1867, l'Acte de l'Amérique du Nord britannique, adopté sans grands débats par le Parlement anglais, entre en vigueur. La séparation des pouvoirs législatifs, prévue dans les importants articles 91 et 92 de la nouvelle Constitution, est conforme aux propositions adoptées lors de la conférence de Québec. » (Chapitre 10, « La Confédération (1860-1867) », p. 179)